# تناقض (نفس)

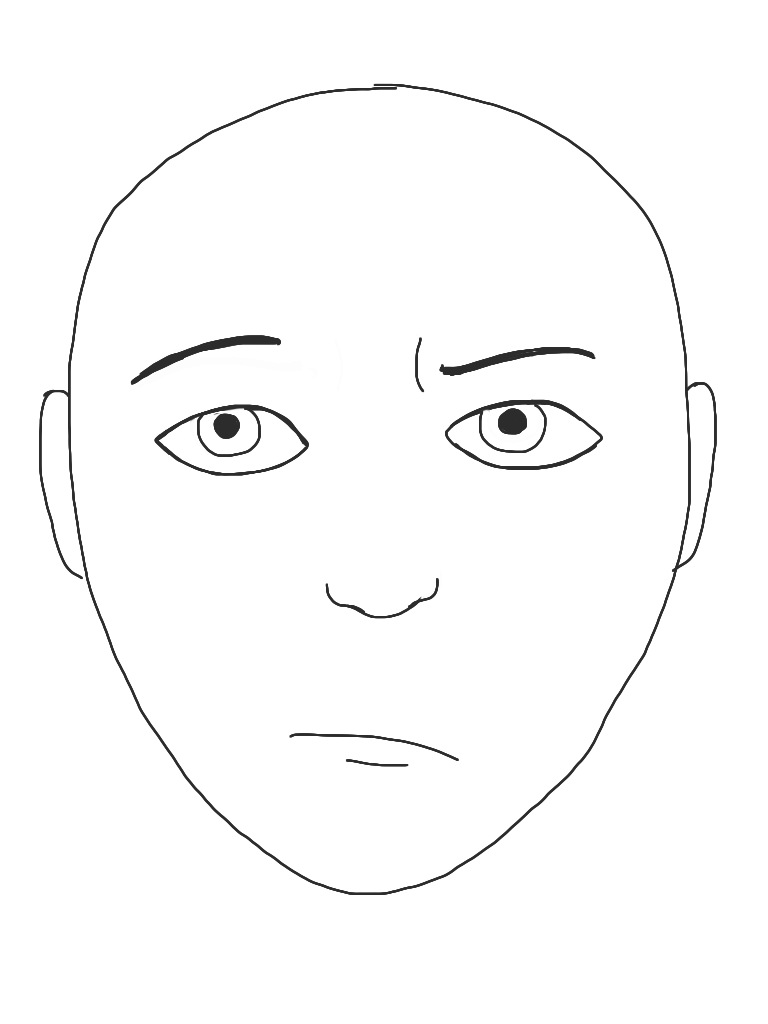

التناقض (بالإنجليزية: Ambivalence)‏ أو (ازدواجية) في السايكولوجيا هي المشاعر (العواطف والانفعالات والاتجاهات) المتناقضة ناحية شخص واحد بالذات مثل الحب والكراهية والتقبل والنبذ.
هذه الخصائص يتميز الأطفال بها، وأيضا في اللاشعور بحيث يظهر الأمراض النفسية والذهانية وخاصة الشيزوفرينيا.
من أبرز من قام بعمل أبحاث عديدة على التناقض الدكتور النفسي السويسري يوجين بلولر (1857 - 1939).